# 狭义相对论发现史
狭义相对论发现史讲述的是狭义相对论从草創到逐渐确立的过程。在該理論的发展过程中，包括了阿尔伯特·迈克耳孙、洛伦兹、庞加莱等前辈的研究以及已被證明的許多理論，这些成果在爱因斯坦提出狭义相对论时达到了顶峰。此外，还包括了普朗克和闵可夫斯基等人的后续工作。

## 简介
尽管牛顿在理论中假设空间和时间都是绝对并且独立于参考系的，他仍然坚守了伽利略所提出的相对性原理。这个相对性原理指出，所有观测者所观测到的相互运动都是相對於自己的參考系的描述，这些描述尽管存有一些差异但却是等价的，并且没有任何观测者能够描述关于某个物体的绝对运动状态。到了19世纪，以太假设被科学界广泛接受，其中以麦克斯韦提出的形式最為出名。根据麦克斯韦的说法，所有光电现象都是通过某种媒介进行传播的，因此似乎可以根据物体与以太之间的相对关系来确定一个绝对的运动状态。如果这被证明是正确的，那么伽利略的相对性原理似乎就可以因此而抛弃了。
为了检测物体在以太中的运动速度，人们做了许多实验，可是最后都失败了。为此洛伦兹根据以太是静止的以及洛仑兹变换，在1892年提出了洛仑兹以太理论。基于该理论，庞加莱在1905年提出了相对性原理，它是这个世界的基本法则，包括电磁力和引力所导致的运动等状态变化。同年，阿尔伯特·爱因斯坦发表了现在称为狭义相对论的论文，这一理论修改关于空间和时间的定义以及摒弃以太的概念，重新诠释了洛仑兹电磁学。这一理念最后导致了广义相对论的重要发现。而闵可夫斯基的后续工作，为后来的相对场论提供了基础。

## 以太和运动物体的电动力学

### 以太模型与麦克斯韦方程组
托马斯·杨和菲涅耳分别于1804年和1816年发表了光的干涉的实验和理论后，光是通过一种称为以太的弹性介质传播的横波被广泛接受。然而光学现象和电学现象在这些模型中是有一定区别的，因此人们就在寻找一种更好的以太模型来诠释包括光电现象的所有现象。然而无论是统一这些模型，还是创造对所有现象进行统一的机械描述的努力均告失败。尽管如此，在包括法拉第和威廉·汤姆森等人的大量工作基础上，詹姆斯·克拉克·麦克斯韦于1864年通过一套描述电、磁和电感等现象的麦克斯韦方程组，发展出一个电磁学的精确理论。他首次提出光实质上是在以太介质中的波动（电磁波），并且是电磁现象的原因，而这个以太介质和电磁现象所依赖的以太是完全相同的。然而麦克斯韦的这一理论在描述运动物体的光学现象时存在问题，并且尽管他提供了一个统一的机械模型，却无法给出关于以太的统一的机械描述。
在1887年赫兹证明了电磁波确实存在之后，麦克斯韦的理论被广泛接受。而奥利弗·赫维赛德和赫兹更进一步的发展了这一理论，形成了现今版本的麦克斯韦方程组。这个麦克斯韦-赫兹方程组（或称赫维赛德-赫兹方程组）是电磁学后续发展的一个重要基础，而赫维赛德所发明的一些数学符号至今仍在使用。对麦克斯韦的这一理论做出重要贡献的科学家还包括乔治·斐兹杰惹、约瑟夫·汤姆孙、约翰·亨利·坡印廷、洛伦兹以及约瑟夫·拉莫尔等。

### 寻找以太
对于相对运动和物质与以太之间的互相影响，存在着两种不同的理论。第一种是菲涅耳提出，并有洛仑兹所发展的静止以太理论。在这一理论中，光是在其中运行的横波，而以太的拖拽系数，部分是因为某种和物质有关的共同作用所引起的。通过这种假设，菲涅耳得以解释光行差等诸多光学现象。而乔治·斯托克斯则在1845年指出以太的拖拽系数完全是由物质引起的，而这一观点后来也被赫兹所认同。在这一种模型里面，以太可能像松脂那样，对于高速物体来说是坚硬的固体，而对于慢速物体则更像是流体。这样的话对于地球来说，以太足够柔软以让其自由运动，同时对传输光来说又足够的硬。菲涅耳的理论在当时得到了更多的认同，因为这一理论中所预言的拖拽系数在1851年被阿曼德·斐索所设计的测量光相对于流水的速度的斐索实验结果所证实。

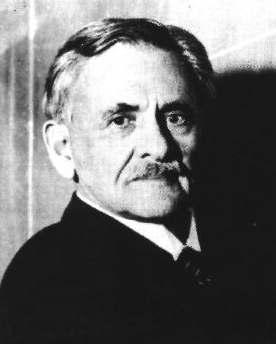
阿尔伯特·迈克耳孙

 1881年，阿尔伯特·迈克耳孙尝试通过使用一个干涉仪来测量地球相对于以太的运动，或者以太相对于地球的运动，称为以太风。菲涅耳的理论预言这样的运动是存在的，但是实验却得到了相反的结果。于是他认为这一结果证实了斯托克斯的论点。然而洛仑兹与1886年指出迈克耳孙的计算有误，并且后者高估了测量的准确性，这两个问题导致了该实验结果没有得出结论。此外，洛仑兹还指出斯托克斯理论中物质对以太的完全拖拽会导致自相矛盾的结果，因此支持与菲涅耳类似的理论。为了再次检验菲涅耳的理论，1886年迈克耳孙和爱德华·莫雷重复了斐索实验。菲涅耳理论中关于拖拽系数的预言再次被证明在这一场景下是完全正确的，因此迈克耳孙开始认为菲涅耳的理论是正确的。为了证明这一理论的正确性，迈克耳孙和莫雷再次重复1881年迈克耳孙所做的实验，这一次他们大幅的提高了测量的精度。然而这个著名的迈克耳孙－莫雷实验的结果再次否定了这一理论。换句话说，尽管地球的公转速度达到了约60km/s（夏季和冬季的速度稍有区别），仍然无法测量出以太行经测量仪器的速度。此时，物理学家们需要尴尬的面对两个似乎矛盾的实验结果：显然证实菲涅耳理论所预言的静止以太的1886年实验，以及显然肯定斯托克斯理论所描述的完全拖拽以太的1887年实验
1887年沃耳德玛·福格特指出了一种解决该问题的潜在方案：他研究了波在不可压缩弹性介质当中传导时的多普勒效应后，并由此推演出一个能够使得波动方程在自由空间中不变的变换关系，这解释了迈克耳孙－莫雷实验为何会得出相反的结果。福格特变换包含了和y轴及z轴相关的洛仑兹因子{\displaystyle \scriptstyle {1/{\sqrt {1-{v^{2}}/{c^{2}}}}}}，以及一个后来被称为“本地时间”的新的时间变量{\displaystyle \scriptstyle {t'=t-vx/c^{2}}}。然而，福格特的成果被同时代的科学家完全忽略了。
1889年，斐兹杰惹提供了对迈克耳孙－莫雷实验否定结果的另一种解释。和福格特完全相反，他推测分子间的力可能源自电荷，因此物体在移动的时候会发生收缩（长度收缩）。而这一假设则与赫维赛德在1887年的工作成果能联系上，后者断定移动中的电场会发生畸变（赫维赛德椭球），而这导致了光速在物理学中的定义变得不确定。然而，斐兹杰惹的这一想法在当时并未得到广泛的了解，并且在1982年奥利弗·洛奇发表了该想法的摘要之前，并未得到广泛的讨论。同年，洛仑兹独立于斐兹杰惹提出了长度收缩的假设，以便于解释迈克耳孙－莫雷实验的结果。为了看起来合理，洛仑兹将它与电场的收缩进行了类比。不过，连洛仑兹自己也承认，这种类比并非一个必要条件，因此长度收缩仍然停留在特例假设的状态。

### 洛仑兹的电子理论

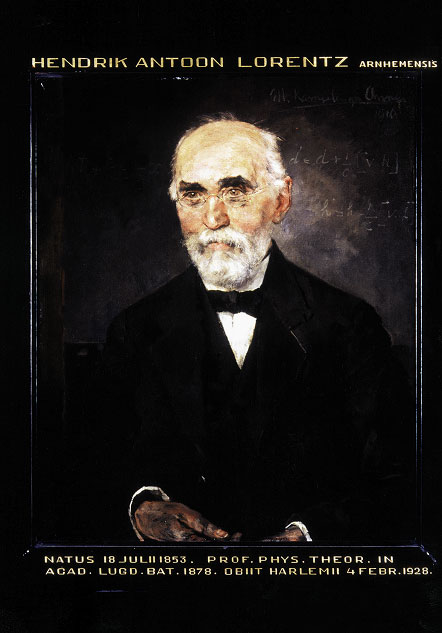
亨德里克·安东·洛伦兹

1892年，通过用麦克斯韦-洛仑兹方程组来替换麦克斯韦-赫兹方程组，洛伦兹假设了电子的存在并将之从以太的概念中分离出来，这一成果成为了洛仑兹以太理论的基础。在他的这一个模型里面，以太是完全静止的，并且和菲涅耳的理论相反，也不是部分的被物质拖拽的。这一见解的一个重要成就，是提出了光速和光源的速度完全无关。尽管洛仑兹没有给出关于以太的机械性质以及电磁过程的任何描述，但是却尝试解释了电磁作用的机械过程，因此创建了一个抽象的电磁以太模型。在这里理论的框架内，洛仑兹和赫维赛德一样，算出了电场的收缩。此外，洛仑兹还为{\displaystyle \scriptstyle {v/c}}的一阶定义了一个称为“状态一致定理”的术语。这个定理指出，相对于以太在移动的观察者处于他自己的“虚拟”场中，因此和其它处于“真实”场的观察者所得出的观察结论是相同的。其中最重要的一环是本地时间{\displaystyle \scriptstyle {t'=t-vx/c^{2}}}这个概念，此概念为洛仑兹独立于福格特提出洛仑兹变换铺平了道路。在这一概念的帮助下，洛仑兹成功解释了光行差、多普勒效应以及斐索实验的结果。然而洛仑兹的本地时间，只是一个为了简化从一个系统转化到另一个系统的变换过程，而提出的数学辅助工具而已。直到1900年，庞加莱才首先意识到所谓“本地时间”，正是移动者自己的时钟所反映出来的值。。洛仑兹也认识到，由于在他的理论中，以太可以向物质施加作用力，但物质却不会对以太施加作用力（否则以太就不是绝对静止的了），因此违反了作用力与反作用力相等的原理。
拉莫尔在1897年和1900年提出了类似的模型。拉莫尔是首个将洛仑兹1895年提出的变换方程组，转变成了与现代洛仑兹变换在代数上等价的形式。然而他仅仅指出，在他的这个变换在二阶{\displaystyle \scriptstyle {v/c}}下维持麦克斯韦方程组的形式不变。而随后洛仑兹注意到这一变换确实在各阶{\displaystyle \scriptstyle {v/c}}下保留麦克斯韦方程组的形式。而拉莫尔则注意到，在这种变换下，除了可以得出长度收缩的结论之外，他还在电子轨道的计算中发现某种时间膨胀。在1900年和1904年，拉莫尔对这样的思考做出了详细的说明。1899年，独立于拉莫尔，洛仑兹也将他的变换方式延展至二阶条件下成立，同时也注意到一个（数学上的）时间膨胀效应。
除了洛仑兹和拉莫而之外，其他的物理学家也在尝试建立一种统一的电磁学模型。比如说，埃米尔·科恩创建了另一种电磁学理论（1900年，1901年），这是首个忽略以太存在的理论（至少把以前的以太形式推翻了），而是和恩斯特·马赫一样，选择了一些固定的（遥远）恒星作为参考系。但是这一理论的不一致性，例如光速时各向异性，它很快就被洛仑兹和爱因斯坦的理论取代了。

### 电磁质量
1881年，约瑟夫·汤姆孙在发展它自己的麦克斯韦理论的时候发现，让带电体运动比不带电体更困难。他同样注意到“运动中”物体的质量会增加一个常量。这在电场中表现为他们似乎在机械质量的基础上增加了一个“电磁质量”。换句话说，根据汤姆孙说法，电磁能和一特定质量相对应，这和电磁场的自感形式类似。汤姆孙的这一成果后来由斐兹杰惹和赫维赛德（1888年），以及乔治·弗雷德里克·查尔斯·塞尔（1896年，1897年）继续推进和完善。用今天的数学符号，他们给出的电磁质量可以用公式{\displaystyle \scriptstyle {m=(4/3)E/c^{2}}}描述，其中{\displaystyle \scriptstyle {m}}是电磁质量，而{\displaystyle \scriptstyle {E}}是电磁能。赫维赛德和塞尔还发现物体质量的增长并非一个常量，而是与其速度相关。塞尔于是注意到物体的速度是不可能超过光速，因为在光速下物体的质量会变成无穷大，因此需要施以无穷大的能量才能使其超过光速。同样对于洛仑兹来说（1899年），整合汤姆孙所发现的质量与速度相关变得非常重要。前者注意到，质量不仅仅和速度有关，还和与之对应的方向有关。他提出了后来马克斯·亚伯拉罕所说的“纵向质量”与“横向质量”，其中的横向质量正是后来狭义相对论中的质量。
1900年，威廉·维恩在汤姆孙、赫维赛德以及塞尔工作成果的基础上，假设“整个”质量都是来自于电磁力的。这是一种基于所有自然界的力都是源自于电磁力的假设（“电磁世界观”）。维恩指出，如果假设引力也是一种电磁效应，那么电磁能、惯性质量和引力质量之间必然存在某种比例关系。而庞加莱在1900年发表的论文则发现了另一种将质量和能量结合在一起的方式。他发现电磁能表现为一个质量密度{\displaystyle \scriptstyle {m=E/c^{2}}}的虚拟流体（即{\displaystyle \scriptstyle {E=mc^{2}}}），并为此定义了一个虚拟的电磁动量。然而，此时他遇到了一个后来被爱因斯坦于1905年完整诠释的辐射悖论。
1901年至1903年，沃尔特·考夫曼通过分析阴极射线的{\displaystyle \scriptstyle {e/m}}比值，首次确认了电磁质量和速度有关。其中，{\displaystyle \scriptstyle {e}}是电荷，而{\displaystyle \scriptstyle {m}}是质量。他发现{\displaystyle \scriptstyle {e/m}}这一比值随着速度的降低而变小，于是假定电荷恒定，而电子的质量会随着速度的增加而增加。他同時确信，这一实验确认了维恩关于不存在真正的机械质量，而只存在“表面”电磁质量的假设。或者说，任何物体的质量都来自于电磁作用。
1902年至1904年，支持电磁世界观的马克斯·亚伯拉罕，通过推导电磁质量的表达式，迅速的给出了关于考夫曼实验结果的解释。根据这些概念，亚伯拉罕提出了“电磁动量”概念。和庞加莱1900年所提出的概念类似，该值正比于{\displaystyle \scriptstyle {E/c^{2}}}，但不同的是，亚伯拉罕认为这不是一个虚拟场，而是一个“真实的”物理实体。并且亚伯拉罕还注意到洛仑兹与1899年所发现的质量与方向有关的现象，并分别命名为“纵向质量”与“横向质量”。和洛仑兹不同的是，亚伯拉罕并没有将收缩假设整合到他的理论当中。因此后者所描述的质量和洛仑兹所说的质量是有差别的。
基于前面这些关于电磁质量的工作成果，弗里德里希·哈泽内尔提出物体的部分质量（他成为表面质量），可以看作为在一个腔体内跳动的辐射。这个“表面”质量和温度有关（因为高于环境温度的物体会发出辐射），并且和它的能量成正比。哈泽内尔指出，只有发出辐射的物体，也就是温度高于0K的物体能维持这种能量-表面质量的关系。最初他给出的表面质量公式为{\displaystyle \scriptstyle {m=(8/3)E/c^{2}}}，但后来亚伯拉罕和哈泽内尔在1905年将计算结果修改成{\displaystyle \scriptstyle {m=(4/3)E/c^{2}}}，也就是和静止物体的电磁质量相同的值。

### 绝对时空
在当时，一些科学家开始批评牛顿所定义的绝对时空。恩斯特·马赫指出，绝对时空是毫无意义的，而只有相对运动才是有用的概念。他同时声称，即便是诸如旋转这种加速运动，也可以通过固定星体来描述其相对运动，而不需要使用牛顿的绝对时空。1870年，卡尔·诺伊曼引入了一种称为“阿尔法体”某种刚性固体概念，用于定义惯性运动。海恩里希·斯特瑞恩特兹指出，根据诺依曼的定义，如果陀螺仪无法测量出任何旋转迹象，那么人们才可以认为惯性运动和某种“基础体”和“基础坐标系”相关。到1885年才最终由路德维希·朗格首次定义了惯性参考系和“惯性时间尺度”的表达方式，用于对绝对时空的可行替换。他是这么定义的：a reference frame in which a mass point thrown from the same point in three different (non co-planar) directions follows rectilinear paths each time it is thrown is called a inertial frame（在一个参考系中，将一个质点向三个不在同一平面的方向上抛出，如果每次抛出后的路径都是直线，那么该参考系就被称为惯性参考系）。1902年，庞加莱发表了一本叫做《科学与假设》的科普哲学书，其中包含了以下内容：对时空与同一时间的相对性说法的哲学评估；关于违反相对性原理的现象永远无法被检测到的想法；以太不存在的可能性，以及一些关于支持以太存在的争论；关于非欧几里德几何的许多评论。
此外，也有一些人尝试将时间作为第四维。这一工作最早由让·勒朗·达朗贝尔于1754年在法国的《百科全书，或科学、艺术和工艺详解词典》中提出。19世纪的一些作者也有类似的论述，如赫伯特·乔治·威尔斯在他1895年发表的小说《时间机器》中也有提及。而到了1901年，梅赫耶勒特·坡拉基（Menyhért Palágyi）提出了一个哲学模型，在这个模型中空间和时间只是时空的两个不同呈现。他将时间作为虚数的第四维度，用形式{\displaystyle \scriptstyle {it}}表示。其中的{\displaystyle \scriptstyle {i={\sqrt {-1}}}}，也就是说是一个虚数。然而他的这个坐标系并没有和光速相联系，同时它还拒绝和任何现有的N维空间与非欧几里德集合相关联。因此他的这一哲学模型与后来由闵可夫斯基所发展的物理学时空的相似之处非常有限。

### 光速恒定与相对性原理

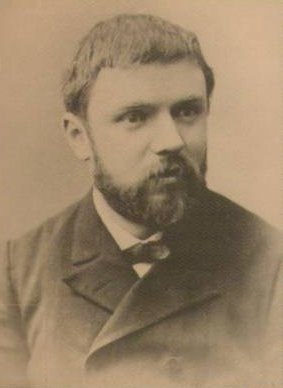
儒勒·昂利·庞加莱

在19世纪后半叶，人们开始尝试建立一个通过电子信号来同步的全球时钟网络。在这种场景下，光传播速度有限的问题也变成了需要考虑的因素。因此庞加莱在1898年所发表的论文《时间的测量》中描绘了这一过程所带来的重要结果，同时指出天文学家在看待光速的问题上，很简单的假设速度恒定和各向同速。如果不作这一假定，人们根本就无法从天文现象的观测中得到有关光的速度的信息，比如奥勒·罗默就是推理木衛一蝕週期的微小不規則性是由於光波傳播的距離不同，從而總結光波以有限速度傳播。庞加莱还注意到，光速还可以（实际上经常的）用于定义不在同一空间的时间的同时性。他最后得出这样的结论：The simultaneity of two events, or the order of their succession, the equality of two durations, are to be so defined that the enunciation of the natural laws may be as simple as possible. In other words, all these rules, all these definitions are only the fruit of an unconscious opportunism.（对于两个事件的同时性，它们的顺序，以及两段时间的等价性等的定义，必须使得对自然法则的描述尽可能的简洁。换句话说，所有这些规定，这些定义，都仅仅是无意识机会主义的产物。）
而在一些其它的论文中庞加莱（1895年，1900年）声称，诸如迈克耳孙－莫雷实验的实验显示出，检测相对于所谓以太的相对运动，像这类物体绝对运动的检测是不可能的实现的。他称此为“相对运动原理”。同年，他将洛仑兹变换中的本地时间解释为基于光信号的时钟同步结果。他假设两个在以太中移动的观测者A和B，这两者通过光学信号同步各自的时钟。由于他们都分别相信自己处于静止状态，于是他们只需要考虑信号传输所用的时间，然后交换他们的观测结果以检验他们的时钟是否同步。然而相对以太静止的观测者的观点来看，时钟并没有真的同步，而只是反映了各自的本地时间{\displaystyle \scriptstyle {t'=t-{vx}/{c^{2}}}}。但是移动中的观察者无法得知自己是否在移动，因此也无法意识到这一点。于是和洛仑兹相反，庞加莱定义的本地时间是可以被测量，并且可以被时钟所指出的。因此，庞加莱在1902年诺贝尔奖举荐洛仑兹时的理由里面写到，洛仑兹通过发明“消失的时间”有利的说明了以太漂移实验所得出的否定结果，即，两个不同地方发生的事件可以看起来是同时的，尽管实际上并非真的是同时发生的。
和庞加莱一样，阿尔弗雷德·宝齐莱（1903年）相信在电磁学领域内，相对性原理是有效的。但和庞加莱不同的是，他甚至进一步假设这个结果暗示了以太其实并不存在。可惜的是，他后来与1906年创建的理论是不正确的和不自洽的，洛仑兹变换也没有出现在他的理论当中。

### 1904年洛仑兹模型
洛仑兹1904年发表的论文《运动速度小于光速的任意系统中的电磁现象》中采用了庞加莱的建议，并尝试创建一个电磁学方程式，以解释所有已知的以太漂移实验的失败结果，又或者说，用于验证相对性原理的有效性。他尝试证明洛仑兹变换对于各阶都是可用的，尽管最终并没有完全证明。和维恩及亚伯拉罕一样，洛仑兹认为只存在电磁质量而机械质量是不存在的，并且推导出关于纵向质量和横向质量的正确表达式。而考夫曼的实验尽管其精度不足以区分洛仑兹还是亚伯拉罕的理论是正确的，但仍然可以说洛仑兹的理论与实验结果一致。而通过使用电磁动量，他可以解释特鲁顿-诺伯实验所得出的否定结果（零结果）。该实验通过一个带电的平行板电容来检测相对于以太的运动，按照预想，平板应当自行与运动方向垂直。同样的，也可以解释瑞利-布雷斯实验的结果。在这篇论文中的另一个重要的成果，是假定洛仑兹变换在非电磁力下也是有效的。
在洛仑兹提出他的理论的同时，维恩（1903年）发现了质量和速度有关的一个重要重要：超光速是不可能出现的，因为这需要无穷大的能量来推动。实际上汤姆孙和塞尔分别在1893年和1897年的时候就已经注意到这点了。到了1904年的6月，维恩阅读了洛仑兹1904年发表的论文后，他也注意到这和长度收缩有关，因为在超光速的情况下，系数{\displaystyle \scriptstyle {\sqrt {1-{v^{2}}/{c^{2}}}}}会变成一个虚数。
洛仑兹的理论被亚伯拉罕所批评，他说道：一方面这个理论遵循相对性原理，但另一方面又假设电磁力是所有力的来源。亚伯拉罕揭示出洛仑兹理论中的会发生收缩的电子，将必须依靠非电力来保证物质的稳定。而在亚伯拉罕理论中的刚性电子，则不需要这样的力。于是这就产生了一个新的问题：到底是与亚伯拉罕理论相容的电磁世界观正确呢，还是与洛仑兹理论相容的相对性原理是正确的。
到了1904年的9月，在圣路易斯举行的一个叫做《数学物理的原则》的演讲中，庞加莱描述了洛仑兹理论的影响，并在修改后的伽利略相对性原理和洛仑兹状态一致理论的基础上，定义了如下原则：
|  | The Principle of Relativity, according to which the laws of physical phenomena must be the same for a stationary observer as for one carried along in a uniform motion of translation, so that we have no means, and can have none, of determining whether or not we are being carried along in such a motion. 所谓相对性原理就是根据该原理，物理现象所得出的法则对于一个静止观测者和一个匀速运动的观测者来说是完全相同的，因此我们无法也不能确定我们自己是否处于一个匀速运动中。 |

他还详细说明了他的时钟同步方法，并解释可能存在某种新的方法或者机制，导致了对“所有”观测者而言都没有任何物体的速度可以超过光速。不过，他还特别的支出，无论是相对性原理、牛顿的作用力与反作用力、质量守恒定律还是能量守恒定律都并不完善，并且仍然受到某些实验的挑战。
而埃米尔·科恩（1904年）也在继续发展他的另一套理论（见前述），在比较了他和洛仑兹的理论之后，他发现了洛仑兹变换的重要物理意义。他通过使用量杆和时钟来阐述这一变换：如果他们在以太中是静止的，那么它们就会反映出真实的长度和时间，而如果它们在移动，则反映出收缩的长度和膨胀的时间。同年，约瑟夫·拉莫尔也作出了同样的揭示。和庞加莱一样，基于光速各向同性的假设，科恩定义时间就是本地时间。和洛仑兹与庞加莱不同的是，科恩认为洛仑兹理论当中所区分的“真实”与“表面”坐标完全是人为的，因为没有任何实验可以区别我们看到的到底是哪一个。不过科恩认为，洛仑兹变换所得出的数值，只能用于揭示光学现象，而物理的时钟将反映“真实”的时间。

### 庞加莱的电子转移动力学
1905年6月5日，庞加莱提交了一个关于解决洛仑兹工作中缺失部分的工作的摘要，这一个短小的论文中包含了1906年才发表的完整研究的结论。他指出，洛仑兹的共识并非完全洛仑兹协变的。对此，他指出了变换具有群特征，并修正了洛仑兹的方程中有关变换电荷密度和电流密度的部分。同年5月份他给洛仑兹的一封信中，详细的说明了这其中隐含了相对论速度加法公式。庞加莱还首次的使用了“洛仑兹变换”这一个术语，并且给出这些方程组的一个对称形式，这正是我们今天所用的形式。他还引入了一个非电学力（所谓“庞加莱压力”）来在保证电子稳定的同时，能够解释长度的收缩。他还通过将洛仑兹不变性的适用范围从电力扩展到其它力，粗略的建立了一个重力及重力波的洛仑兹不变模型。
庞加莱最终完成的工作（独立于爱因斯坦），实质上就是基于他同年7月份所发表的论文（1905年7月23日收到，12月14日刊印，最终于1906年1月发表，称为“巴勒莫论文”）成果的扩展。他称这些成果为“相对性假定”。他指出这些变换实际上是最小作用量原理的结果，并且开始完善庞加莱压力的属性。他详细的展示了变换的群特征，并称之为洛仑兹群，并指出{\displaystyle \scriptstyle {x^{2}+y^{2}+z^{2}-c^{2}t^{2}}}的组合是不变的。在发展他的引力理论的同时，庞加莱指出洛仑兹变换仅仅是对源点在四位空间中的一个旋转，而这里面的第四维是{\displaystyle \scriptstyle {ct{\sqrt {-1}}}}这样的一个虚数，而他自己也早已用到了四维矢量。和坡拉吉引入的第四维不一样，这里面的第四维包含了光速。庞加莱写道，保罗·乌尔里希·维拉德于1904年所发现的阴极电磁射线似乎会威胁洛仑兹的整个理论，然而这个问题被迅速的解决了。尽管庞加莱在他的哲学书里面拒绝了绝对時空的概念，但他在他的物理学论文里面却仍然引用了一个（不可测出的）以太。甚至还分别在1900年、1904年、1906年及1908年的论文里面，继续使用本地/表面（对于移动观测者）和真正/真实（对于相对以太静止的观测者）这样的词语来描述坐标系与物理现象。于是除了极个别人之外，大部分的科学界历史学家都认为庞加莱并没有发明现在我们所说的相对论，不过几乎所有人都承认，庞加莱影响了爱因斯坦所使用的方法与术语
。

## 狭义相对论

### 1905年爱因斯坦

#### 移动物体的电磁学

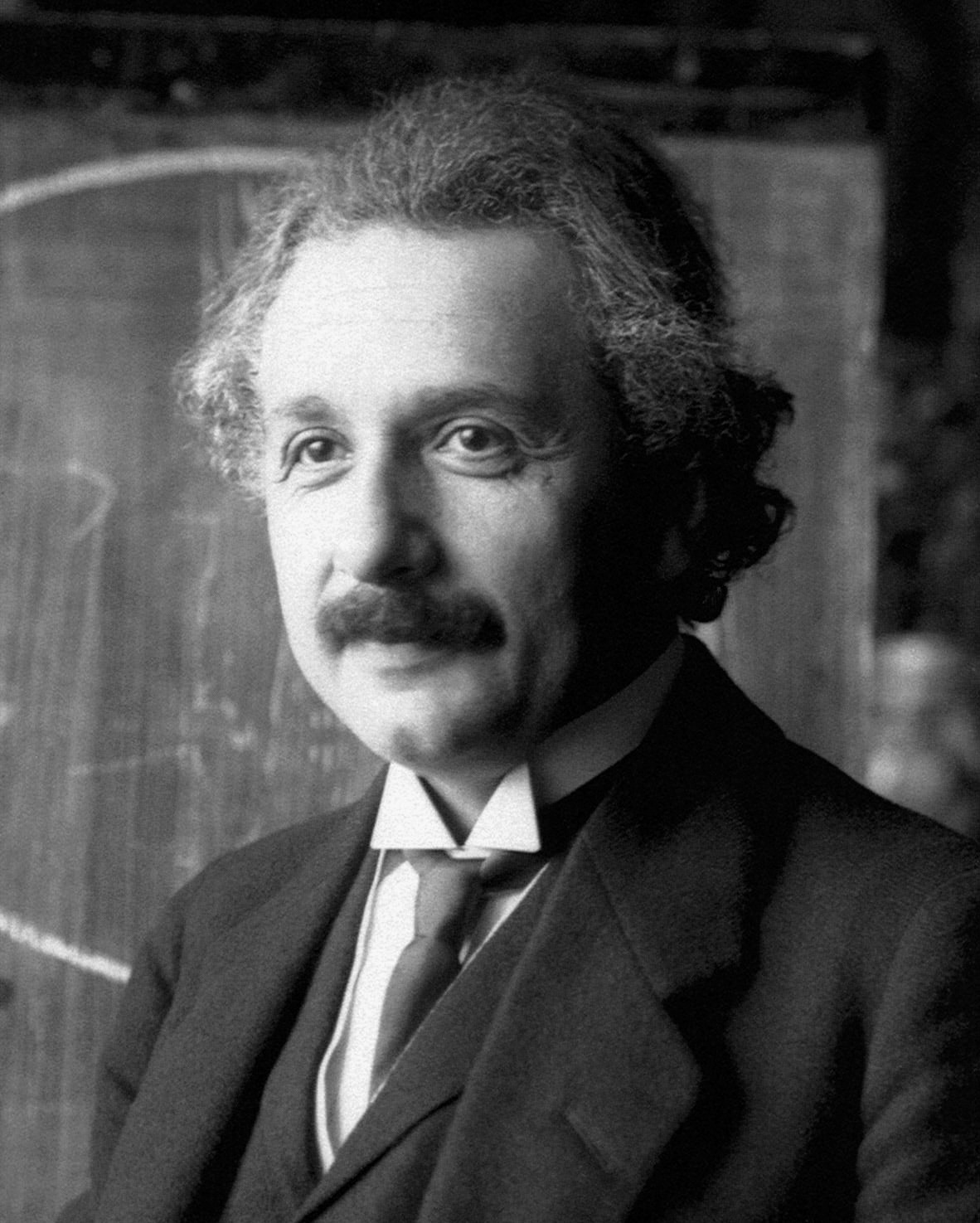
1921年的阿尔伯特·爱因斯坦

1905年9月26日，爱因斯坦发表了被称为奇迹年论文的论文，论文的内容就是今日我们所称的狭义相对论。这篇论文收到的日期是同年7月30日，极少数人认为狭义相对论的发现权存在争议，部分是因为该论文的收到日期比庞加莱同年论文要晚7天。在爱因斯坦的论文里面包含了对于时空的全新定义：所有的时空坐标在所有参考系里面都是等价的，并且不存在所谓“真实”的和“表面”的时间；同时他还废除了以太这一概念。他还确定了两个基本原则：相对性原理与“光速恒定原理”，这两个原理成为他的理论的假定基础。为了更好的理解爱因斯坦是如何迈出这一步的，下面总结了前面已阐述过的1905年以前物理学界所发生事件的概况。需要说明的是，尽管爱因斯坦熟悉洛仑兹1895年的理论，以及庞加莱所著的《科学与假设》，他并不熟悉这两人在1904年至1905年的论文。
a) 洛仑兹在1895年所展示的麦克斯韦电磁学理论，是那个时代最成功的理论。在这个理论中，光的速度相对于静止的以太而言是恒定且各向同性的，并且和光源的速度完全无关；
b) 无法找出运动的一个绝对状态，即，所有以太飘逸实验的否定结果，以及象移动中的磁铁与导体问题这种其结果仅仅依赖于相对运动的问题，均导致了相对性原理的确认；
c) 斐索实验；
d) 光行差；
而下面则是基于上述事件以及当时已知理论的一些有关光速性质的推论：
1. 通过b可以得出，光速并非由光在真空中的速度，以及选中参考系的速度所构成的。而这反驳了（几乎）静态以太理论；
2. 通过a和c可以得出，光速并非由光在真空中的速度，以及光源的速度所构成的。而这反驳了光微粒说；
3. 通过a、c和d可以得出，光速并非由光在真空中的速度，以及由于附近物体拖拽以太所带来的速度所构成的。而这反驳了完全以太拖拽假说；
4. 通过c可以得出，光在移动介质中传播的速度并非由光在该介质静止中传递的速度，以及该介质移动的速度构成的，而是由菲涅耳的拖拽相互作用所决定的[W 1]。

为了使上述理论保持正确，人们就不得不添加一些特例假设。然而在科学界，这种假设会阻碍人们发现更多客观规律，因而被认为是非常不合适的。再者，这还违反了奥卡姆剃刀原则。正因如此，爱因斯坦拒绝这种辅助假设，而是根据上面的那些事实得出一个直接的结论，即，相对性原理是正确的，而光速在所有的惯性参考系里面都是恒定的。基于这一假定，爱因斯坦仅仅通过几页的论文就解释了前述的所有实验结果，而他的前辈们为了得到同样的数学公式却努力了许多年，但是对这些问题的描述却相当长而复杂。除此以外，爱因斯坦还得出了前辈们没有得出的结论，如相对论性多普勒效应以及相对论性畸变。洛仑兹和庞加莱其实也运用了相同的原则，这对于他们取得最终成果是必要的，但他们没有意识到这些原则也是充分的。因此根据洛仑兹的原始推导就已经可以消除所有其它假设，尤其是静态以太假设。爱因斯坦不喜欢以太的另一个原因，可能是他在量子力学上面的研究。光是一种电磁波，这里面的“波动性”被洛仑兹和庞加莱认为是非常重要的，因此必须假定存在一种承载光波的载体。而爱因斯坦却发现光也可以被描述为一个粒子，因此电磁的“波”的载体“以太”在爱因斯坦的理论里面就再也没有任何存在必要了。
尽管在爱因斯坦的论文里面没有任何对其它论文的直接引用，许多历史学家例如霍尔顿、米勒、施塔赫尔都尝试找出什么可能对爱因斯坦的产生了影响。爱因斯坦曾自称他的思想受到了经验主义哲学家大卫·休谟和恩斯特·马赫的影响。至于相对性原理，尽管移动中的磁铁与导体问题（可能是因为阅读了奥古斯特·奥托·弗普勒的一本书之后），以及许多关于以太漂移实验所得出的否定结果对于爱因斯坦接受这一原理是重要的，但爱因斯坦认为在这方面没有任何东西能超过迈克耳孙－莫雷实验对他产生的影响。其它可能的影响来源还包括庞加莱的《科学与假设》，爱因斯坦1904年从这本书中了解相对性原理；以及马克斯·亚伯拉罕的一篇文章，爱因斯坦借用了这里面出现的“麦克斯韦-赫兹方程组”和“纵向和横向质量”等术语。
爱因斯坦指出，1895年的洛仑兹理论（或者说麦克斯韦-洛仑兹电磁学），以及斐索实验都对他形成自己的他电磁学和光速恒定定律的观点产生了不可忽略的影响。他在1909年和1912年的时候均说过，他从洛仑兹的静态以太理论中借用了前述概念。但他发现这些概念组合在一起之后，以太就成了一个没有意义的东西了，静态以太理论暗示了麦克斯韦方程组的有效性，以及光在“以太参考系”中的速度是恒定的。爱因斯坦在1907年及以后的论文写道，简单的通过将洛仑兹的本地时间从辅助量改为定义成“时间”，并且和信号速度联系起来，就可以将相对性原理和光速恒定这两个概念中的明显矛盾解决掉。而在爱因斯坦之前，庞加莱也针对本地时间发展出一种类似的物理解释，同时也意识到其与信号速度的联系。但和爱因斯坦不同的是，他认为在以太中的时钟才能指示真实的时间，而所有移动的时钟所显示的时间都只是表象（表面时间）。最后，1953年爱因斯坦描述了他的理论的优点（尽管庞加莱在1905年就已经指出，洛仑兹不变性是所有物理理论都要遵守的条件）：
|  | There is no doubt, that the special theory of relativity, if we regard its development in retrospect, was ripe for discovery in 1905. Lorentz had already recognized that the transformations named after him are essential for the analysis of Maxwell's equations, and Poincaré deepened this insight still further. Concerning myself, I knew only Lorentz's important work of 1895 [...] but not Lorentz's later work, nor the consecutive investigations by Poincaré. In this sense my work of 1905 was independent. [..] The new feature of it was the realization of the fact that the bearing of the Lorentz transformation transcended its connection with Maxwell's equations and was concerned with the nature of space and time in general. A further new result was that the "Lorentz invariance" is a general condition for any physical theory. This was for me of particular importance because I had already previously found that Maxwell's theory did not account for the micro-structure of radiation and could therefore have no general validity. 毫无疑问，如果我们今天再来回顾狭义相对论的发现历史，在1905年的时候该理论所需要的一切都已经成熟了。洛仑兹已经意识到以他命名的洛仑兹变换对于分析麦克斯韦方程组是不可或缺的，而庞加莱则更深入的洞察了这一切。对我而言，我只知悉洛仑兹在1895年的重要成果……但对于洛仑兹此后的工作我并不了解，对于庞加莱的后续工作也不了解。从这一点上来讲，我的1905年的工作成果是独立完成的。……成果（不同于之前的理论）的新特征，是发现了洛仑兹变换本身对未来研究的意义超过了变换和麦克斯韦方程组的结合，以及它和真正的空间与时间概念普遍有关。而另一个新成果则是“洛仑兹不变性”是所有物理理论的基本条件。这对于我而言是非常重要的，因为我之前就已经发现麦克斯韦的理论并不能解释在微观结构中的辐射现象，因此并不是普遍有效的（理论）。 |

#### 质量-能量等价
在爱因斯坦电磁学论文的第10节当中，使用了公式
{\displaystyle E_{kin}=mc^{2}\left({\frac {1}{\sqrt {1-{\frac {v^{2}}{c^{2}}}}}}-1\right)}
作为电子动能的公式。为了阐明这一点，爱因斯坦在奇迹年论文当中指出，当一个物体失去的能量E时，其质量就会较少E/c2。这导出了著名的质能等价公式：E = mc2。爱因斯坦将这个质能等价公式是为最重要的发现，因为这说明具有质量的物质是具有能量的，即在动能和势能之外还具有“静态能量”。就如同上面所述的，许多作者在爱因斯坦之前都得出过有过质量和能量关系的类似公式（包括一个4/3的系数）。但是他们的成果仅关注与电磁质量，而这部分的质量以我们今天已知的情况看，仅仅占有整个物质能量的一小部分。因此，爱因斯坦是首位将这个质能关系和所有形式的能量对应起来，以及首位将质能等价于相对性原理关联起来的科学家。

### 早期反响

#### 第一个评价
沃尔特·考夫曼很可能是第一个引用爱因斯坦成果的科学家（1905年，1906年）。他将爱因斯坦和洛仑兹的理论进行了比较，并且尽管他说爱因斯坦的方法看起来更好，但他声称两种理论在观测上是等价的。因此他将相对性原则成为“劳伦兹-爱因斯坦”基本假设。不久之后，马克斯·普朗克成为首个公开为爱因斯坦理论辩护，也是首位影响其学生（马克斯·冯·劳厄和库尔德·冯·默森埃）对该理论产生兴趣的科学家。他将爱因斯坦的理论描述为“泛化”的洛仑兹理论，并且将这个“洛仑兹-爱因斯坦理论”称为“相对性理论”（relative theory），而阿尔弗雷德·宝齐莱则将普朗克的这一称呼修改成现在更常用的“相对论”（theory of relativity）。而爱因斯坦自己，以及许多其他科学家仍然继续将这一新方法简单的称为“相对性原理”（relativity principle）。1908年爱因斯坦发表了一篇对相对性原理的重要概述性文章，其中将狭义相对论描述成“综合了洛仑兹理论和相对性原理”，包括洛仑兹的本地时间可以被描述成真实时间这一假设。（然而，庞加莱在1905之后第一年内的成果中，几乎没有提及狭义相对论。）在狭义相对论发表后第一年里，科学家们用洛仑兹-爱因斯坦理论、相对性原理、相对性理论这些称呼来指代狭义相对论。

#### 考夫曼-宝齐莱实验
考夫曼在1905年和1906年声称，他最新的电荷与质量比值的实验结果。考夫曼认为该结果显示相对性原理及“洛仑兹-爱因斯坦理论”是错误的，同时确认了亚伯拉罕的理论。此后几年，考夫曼实验结果被认为是对相对性原理的严重挑战，而普朗克和阿道夫·贝瑟特迈雅并不认同（1906年）。在考夫曼之后，其他的物理学家如阿尔弗雷德·宝齐莱（1908年）和京特·诺伊曼（1914年）也检验了速度与质量的比值关系，而这一次“洛仑兹-爱因斯坦理论”胜出，而亚伯拉罕理论则被证明是错的。不过后来发现，考夫曼-宝齐莱-诺伊曼实验仅仅显示了电子的质量随着移动速度的增加而递增，但其精度对于区分这两个模型哪一个正确是不足的。此后人们又做了许多次试验，通过不断地提高精度，最后才于1940年最终确认洛仑兹-爱因斯坦公式是正确的。然而这种问题只出现在此类性质的实验上面，而对于氢原子光谱线（巴耳末系）精细结构的研究上，早已与1917年就证实了洛仑兹-爱因斯坦公式的正确性，以及亚伯拉罕理论的错误。

#### 相对论动量和质量

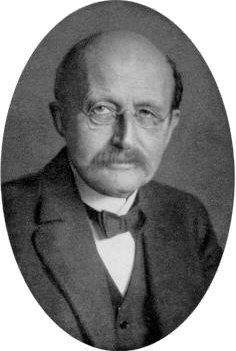
马克思·普朗克

普朗克在1906年的时候定义了相对论性动量，并且通过修正爱因斯坦1905年给出公式的一个细小错误，正确的得出了纵向质量和横向质量。普朗克的公式从原则上来讲等价于洛仑兹1899年所使用的公式。吉尔伯特·牛顿·路易斯和理查德·蔡斯·托尔曼基于普朗克的这一成果，发展出相对论质量这一概念，其定义为（相对论性）动量和速度之比。因此，旧的通过力与加速度值比所得出来的纵向质量和横向质量，就变得多余了。最终，托尔曼将其简单的解释成物体的质量（1912年）。然而，现代的教科书当中不再使用“相对论性的质量”，而质量被认为是一个不变量。

#### 质量与能量
爱因斯坦（1906年）指出，惯性能量（质能等价）是维持质心定理的充要条件。他指出，在此场景下，庞加莱论文（1900年发表）中关于质心的正式数学内容和他论文中的内容基本相同，尽管其关于光的相对性的物理含义的解释是不同的。
库尔德·冯·默森埃（1906年）通过扩展弗里德里希·哈泽内尔关于腔体内黑体辐射的计算，得出了和后者相同的“物体由于电磁辐射所增加的额外质量”的表达式。哈泽内尔认为物体的质量包括了电磁场所贡献的部分，并想象一个物体为包含光的腔体。他的质能公式和所有前爱因斯坦的科学家所得出的公式一样，都含有一个错误的系数（参见前面电磁质量所述）。最后是普朗克于1907年在狭义相对论的框架下，推导出了包含物质约束力的通用的质能公式。他承认了爱因斯坦1905年工作成果{\displaystyle E=mc^{2}}的优先权，但普朗克认为他的方法比爱因斯坦的更加通用。

#### 斐索和萨格奈克的实验
前面提到，洛仑兹成功的推导出菲涅耳的拖拽系数（一阶v/c），并运用他的电磁理论和本地时间的概念，成功的解释了斐索实验的结果。雅各布·劳布1907年首先尝试创建相对论下的“移动物体光学”之后，马克斯·冯·劳厄通过使用共线场景下的相对论速度加法法则，首次推导出各阶下的系数。而劳厄的计算方法比劳伦兹的方法要简单许多。
1911年，劳厄还讨论了在一个平台中，一束光线一分为二相背而行的情形。在光离开平台的出发点，会出现一个干涉图案。劳厄通过计算得到了平台在旋转情况下干涉图案的偏移值——这是因为光速和光源的速度无关，因此其中一束光会比另一束光的行程要短。乔治斯·萨格奈克于1913年做了一个此类实验，实验中他确实获得了干涉图案的偏移（萨格奈克效应）。尽管萨格奈克声称这一结果证实了静态以太理论，但实际上劳厄的计算结果显示，该实验的结果和狭义相对论是吻合的，因为这两个理论中光的速度都和光源的速度没有关系。这一光电效应可以用旋转所引起的机械来类比，比如傅科摆在1909年至1911年，弗朗茨·哈里斯已经做过一个被认为综合了斐索和萨格奈克的实验，他在该实验中尝试在玻璃种测量拖拽系数。和斐索不同的是，哈里斯使用了一个旋转的设备，因而发现了和塞格奈克所发现的相同效应。哈里斯误解了该实验结果的含义，而劳厄则从理论的角度揭示了前者的实验结果其实就是赛格奈克效应。最终，在1925年所作的另一个塞格奈克实验的变种——迈克耳孙-盖尔-皮尔森实验根据狭义相对论（或者静态以太理论），得出了地球自转的角速度。

#### 同时性的相对性
首次通过使用光信号同步的方式来推导同时性的相对性，其过程也到了简化。丹尼尔·弗罗斯特·康斯托克于1910年指出：在A、B两个时钟的中间放置了一个观测者，并且这个观测者向这两个时钟发出了一个信号来同步时钟。对于在参考系中静止的观测者A和B来说，这两个时钟的同步是同时发生的。但对于移动中的参考系来说，可能时钟B会首先收到信号，而A则相对滞后，因此这两个时钟是不同步的。爱因斯坦与1917年也建立了一个类似的模型：他也在时钟A、B中间放置了一个观测者，不同的是他描述的是有两个信号分别从A和B发给观测者。对于A、B在其中是静止的参考系来说，信号会同时到达观测者。但对于与B的光信号相向而行，而与A的光信号同向而行观测者来说，B时钟发出的信号会早于A时钟的信号到达观测者。假如观测者在一个飞驰的火车上，就会得到这么一个结论：B时钟那里的闪光比A时钟那边的要早一些发出。

### 时空物理学

#### 闵可夫斯基的时空

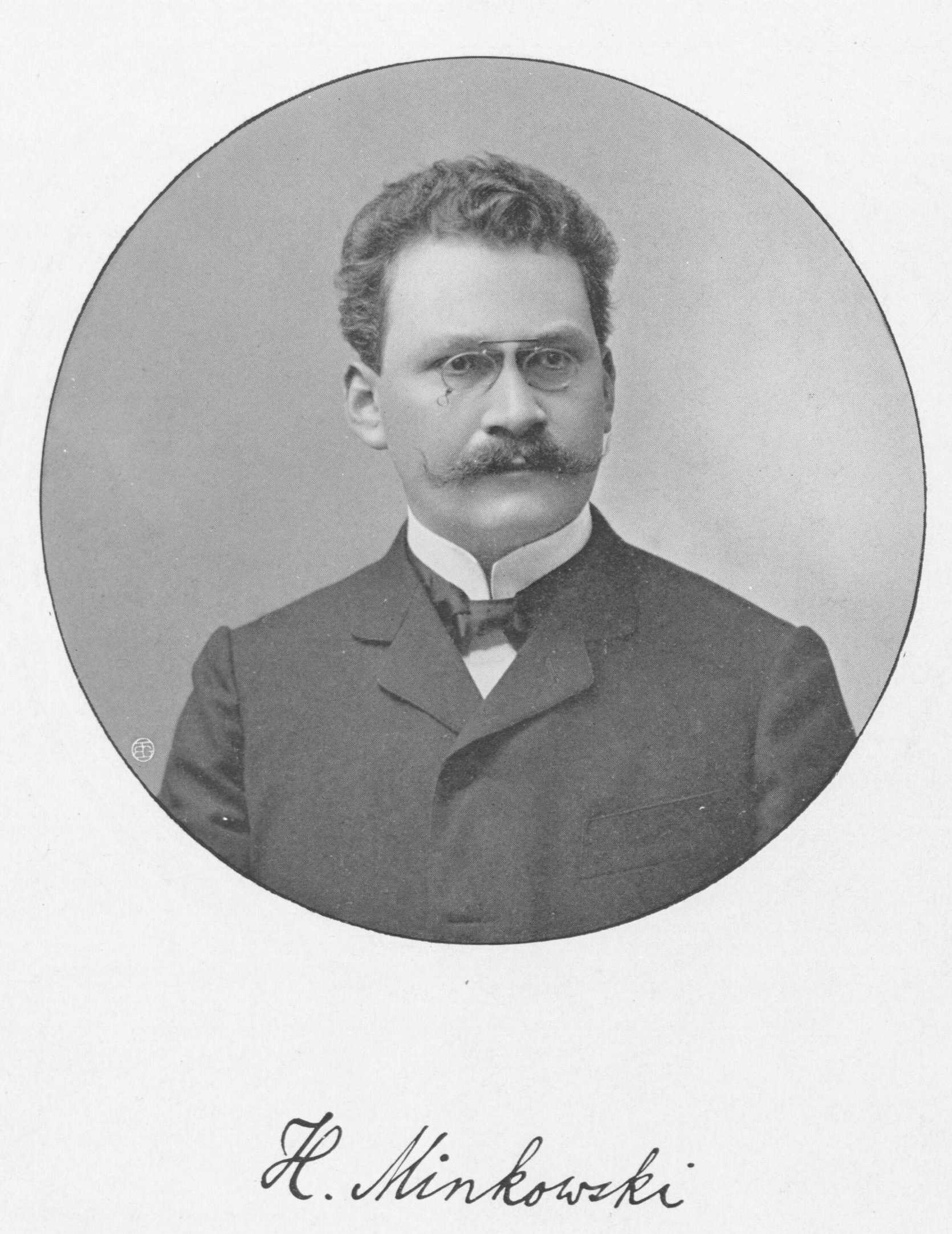
赫尔曼·闵可夫斯基

庞加莱曾尝试通过四个维度来描述时空的尝试后来并没有进行下去，因而后来是闵可夫斯基于1907年演算出这一概念的结论（其他的贡献着还包括罗伯特·马可伦哥于1906年和理查德·哈格里夫斯于1908年）。这一成果实际上是在19世纪众多数学家，如阿瑟·凯莱、菲利克斯·克莱因以及威廉·金顿·克利福德等，在群论、不变量理论以及投影几何等方面所做出的贡献的基础上获得的。通过使用这些类似的方法，闵可夫斯基成功的将洛仑兹变换转变成一个几何学解释。他完善了许多东西，比如说四维矢量；他通过创造闵可夫斯基图解释了相对论的时空观；他还是使用了诸如世界线、原时以及洛仑兹不变性/协变性等术语的第一人。然而最著名的，还是他通过使用四维矢量的方式来阐述了电磁学。和庞加莱类似，他尝试形成引力的洛仑兹不变性法则，但后来爱因斯坦在引力方面的精致理论超越了他的成果。
1907年，闵可夫斯基宣称相对性原理的形成是由四位前辈共同形成的：洛仑兹、爱因斯坦、庞加莱以及普朗克。并且在他1908年著名的演讲《空间与时间》当中，他则提到了福格特、洛仑兹和爱因斯坦。闵可夫斯基认为爱因斯坦理论是洛仑兹理论的繁华，并且将完全解释时间相对性归功于爱因斯坦，但他同时也批评这些前辈并没有完全说明空间的相对性。然而，现代的科学历史学家则认为，闵可夫斯基对于优先权的说明是不正确的，因为同维恩和亚伯拉罕一样，他坚持了电磁世界观，并且显然没有完全理解洛仑兹的电子理论和爱因斯坦的运动学之间的差异。而1908年的时候，爱因斯坦和劳布拒绝了闵可夫斯基的四维电磁学，因为认为其过分复杂了，并同时发布了一个“更基础的”、非四维矢量的动体基本方程的推导。但正是闵可夫斯基的四维矢量体系证明了狭义相对论理论的完整性和一致性，以及成为了未来相对论发展的重要基础。最终，爱因斯坦于1912年承认了闵可夫斯基时空模型的重要性，并且将其作为广义相对论工作的基础。
今天，狭义相对论被认为是线性代数的一个应用，但在其被发明的时代，线性代数领域仍然处于婴儿期。当时没有任何教科书会提到现代的向量空间及其变换理论，而像阿瑟·凯莱（与这个领域相关）的矩阵表示法尚未被广泛使用。通过回顾我们可以看出，正如闵可夫斯基所明确指出的那样，洛仑兹变换只不过是一个双曲线旋转。

#### 向量符号与封闭系统
闵可夫斯基的时空模型随后被迅速接受，并得到了进一步的发展。例如阿诺·索末菲于1910年将闵可夫斯基的矩阵标示法，替换为更加优雅的向量表示法，并且创造出“四维向量”和“六维向量”等术语。他还在相对论速度加法规则中引入了三角学公式，根据他的说法，这消除了此概念中的许多奇异之处。另一个重要的贡献是由劳厄与1911年及1913年做出的，他通过使用时空模型来创建出了可变形体的相对性理论以及基本粒子理论。同时他将闵可夫斯基对电磁过程的描述公式，扩展至对所有可能的力的描述，因此澄清了质能等价的概念。劳厄还指出，需要存在非电力来确保洛仑兹变换的各种性质，以及保证物质的稳定——他指出前面提到的“庞加莱压力”，是相对论的一个自然结果，正因如此电子才可以是一个封闭系统。

#### 无需第二假定的洛仑兹变换
有些人尝试着给出无需光速恒定假设的洛仑兹变换形式。例如弗拉基米尔·伊纳托斯基（1910年）就尝试用此来证明相对性原理、空间的同质性和各向同性，以及对互易的需要。菲利普·弗兰克及赫尔曼·罗德于1911年指出，这种推导出了是不完整的之外，还需要额外的假设。这些计算基于如下的假设：
1. 洛仑兹变换形成一个齐次线性群；
2. 当参考系改变时，只有相对速度的符号需要改变；
3. 长度收缩仅依赖于相对速度。

然而根据泡利和米勒的说法，这种模型无法在它们对光速的变换中保持其速度不变。因此，例如伊纳托斯基就被迫在其模型中求助于电磁学，以便包含其中的光速（不变的定义）。因此泡利等人认为要推导出洛仑兹变换，必须作出两个假定。不过时至今日，仍然有人在尝试推导出不需要光速恒定假设的狭义相对论。

#### 无需虚数时间坐标的非欧几里德方程式
闵可夫斯基于1907年指出，他的时空模型是一个“四维非欧几里德流型”，但为了保持和大家更熟悉的欧几里德几何的形式相似性，闵可夫斯基指出其时间坐标轴可以看作是一个虚数坐标。这正是将非欧氏度量保持与欧式度量形式上相似性的正确方法。然而，许多后来的作者直接省去了虚数时间坐标，而简单的使用了非欧几里德形式度量（例如，使用一个负符号），而这么做的原因是其公式的结果和其含义没有差异，这么做在形式上也几乎没有影响。索末菲1910年给出速度的三角学公式后，弗拉基米尔·瓦里恰克（1912年）强调此公式与（波尔约-罗巴切夫斯基的）双曲线几何的相似性，并尝试使用非欧几何重新演绎相对论公式。阿尔弗雷德·罗伯则于1911年引入了快度这一概念来描述参考系速度的双曲角。1912年，埃德温·比德韦尔·威尔逊和吉尔伯特·牛顿·路易斯引入了时空的向量描述方法。而1913年埃米尔·博雷尔则推导出汤马斯进动的动力学基础。有些作者用双曲平面来同时指称（波尔约-罗巴切夫斯基的）双曲几何和闵可夫斯基几何，但实际上这是两种不同的几何学。闵可夫斯基空间描述的是时空，而双曲几何描述的是速度。特别注意的是，正是闵可夫斯基于1908年确定了双曲面模型是描述速度的。今天仍然会发现有关于狭义相对论的课本使用虚数时间坐标轴，但大多数都是用了负符号度量的实数坐标轴。（霍金近期成果中指出了在广义相对论中这两种形式的不同之处，但这已超越本主题的范畴。）

#### 时间膨胀与双生子佯谬
爱因斯坦于1907年提出了一个用于横向多普勒效应，这一效应是时间膨胀的直接结果。事实上这一效应在1938年被赫伯特·尤金·艾夫斯和G·R·史迪威所测得（艾夫斯-史迪威实验）。而路易斯和托尔曼（1909年）通过使用两个相互间以特定相对速度运动的光时钟A和B，来描述时间膨胀的相互关系。这两个时钟由两个互相平行且平行于运动路径的镜子组成，在这两个镜子之间有一个光信号于其上不断反射。对于与A时钟静止的参考系中的观察者而言，时钟A的周期就是镜间距离处以光速。但此时观测者观测时钟B时，会看到钟内的信号变成了一个较长的，存在一定夹角的路径，因此时钟B就相对于A更长，也就是膨胀了。然而对于B时钟静止参考系内的观测者而言，事情就变得完全相反了：B时钟会快于A时钟。洛仑兹在1910年至1912年的时候也讨论过时间膨胀的相互关系，并分析了一个时钟“悖论”，这一悖论显然是由时间膨胀的相互关系所导致的。洛仑兹指出，对于在一个系统下只需要使用一个时钟的时候，显然是不存在悖论的，但是讨论两个系统的时候，就需要使用两个时钟了。因此，还需要考虑同时性的相对性。

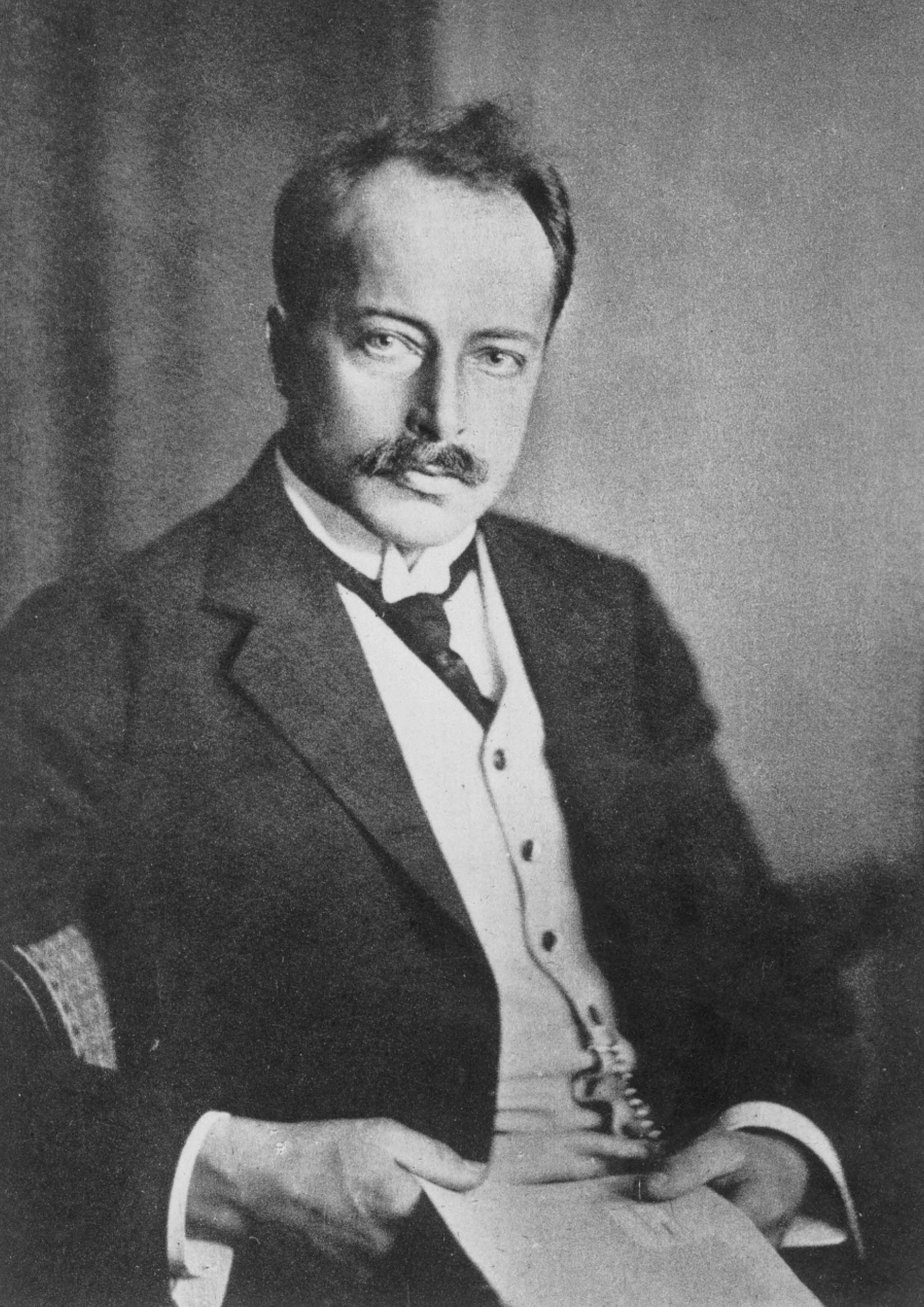
马克思·冯·劳厄

保罗·朗之万后来于1911年也描述了一个类似的场景，该场景后来被称为“双生子佯谬”。和前面使用时钟不同的是，这个场景中使用了人。尽管朗之万从来没有使用双胞胎这种字眼，但他的描述中包含了这个悖论的所有其它特征。朗之万解决该悖论的方法是，（暗指）由于其中一个人实际上做加速运动并改变了运动方向，因此他可以说同时性被破坏了，并且加速运动的人会变得更年轻。然而朗之万将其表述称以太存在的一个暗示。尽管他的解释在今天仍在理论中使用，但其中关于以太的部分则不被接受。劳厄则在1913年指出，为了使得两个人存在相对的惯性运动，所需要的加速度可以是任意的小，因此这里面更重要的因素是其中一个人在两个不同的参考系之间旅行，而另一个则只在其中一个参考系。劳厄也是通过闵可夫斯基时空模型将这一场景形象化的第一人——他演示了惯性移动物体的时间线是如何将两个事件间所经过的原时最大化的。

#### 加速度
作为狭义相对论框架的准备工作之一，爱因斯坦1908年也尝试将加速运动包含进相对论当中。在尝试的过程中他意识到，对于任何时刻的加速物体，仍然可以定一个惯性参考系，在该参考系中该物体短暂地处于静止状态。由于加速参考系被如此定义，因此根据光速恒定所定义的同时性被局限于一个很小的空间范围。随着爱因斯坦对这个问题的深入研究，他发现了等价原理，即，惯性质量和引力质量等价，以及加速参考系和均匀引力场等价。这一个原理较之前有限制的狭义相对论更优胜，并导致了广义相对论的形成。
闵可夫斯基（1908年）几乎和爱因斯坦同时开始在他的时空模型下考虑匀加速运动这一特定场景。他发现加速运动物体的世界线实际上和双曲线一致。这一见解后来被马克斯·玻恩（1909年）和索末菲（1910年）所继续完善，其中玻恩引入了“双曲线运动”这一表达方式。他指出，匀加速运动可以作为相对论中任意形式匀加速运动的一种近似。此外，哈利·贝特曼和埃比尼泽·坎宁安与1910年指出，麦克斯韦方程组在洛仑兹群以外的大量群中仍然是保持不变性的，即所谓的“共性映射”。在这些变换中，方程组对某些加速运动保持了其原有的形式。一个由弗里德里希·寇特勒于1912年给出的，更通用的闵可夫斯基空间电磁学协变公式，在广义相对论中也成立。就狭义相对论中，关于对加速运动的描述的后续发展，还必须要提到朗之万等人在旋转参考系上的贡献（玻恩坐标），以及沃尔夫冈·伦德勒等人在匀加速参考系中的贡献（伦德勒坐标）。

#### 刚体与埃伦费斯特佯谬
爱因斯坦在1907年讨论到这样一个问题：是否刚体以及所有其它的情况中，信息的速度都不可能超过光的速度，以及某种情况下信息可能可以传递到过去的时空中，因此会破坏因果。由于这和已有的经验完全不符，因此超光速被认为是不可能的。他还指出，刚体的动力学必须在相对论框架下创建。最终，马克思·玻恩于1909年尝试将刚体的概念引入到前面提到的，他所发展的有关加速运动的工作成果中。然而同年保罗·埃伦费斯特却指出，根据玻恩的概念，将会导致所谓埃伦费斯特佯谬的出现。在这个悖论中，由于长度收缩，一个旋转圆盘的周长会缩小，然而其直径却保持不变。古斯塔夫·黑格洛茨（1910年）、弗里茨·亚历山大·恩斯特·诺特（1910年）以及劳厄（1911年）都研究过该问题。最后是劳厄意识到，经典概念中的刚体并不能在狭义相对论中使用，因为他可以拥有无数多的自由度。尽管玻恩的定义并不适用于刚体，但对于物体的“刚性运动”是非常有用的。弗拉基米尔·瓦里恰克等人还讨论了与埃伦费斯特佯谬相关的其它问题，例如长度收缩是“真实”的还是“表观”的，洛仑兹动力学收缩和爱因斯坦运动学收缩是否有差别。不过，这实际上是一个字面上的争论，因为爱因斯坦说过，运动学上的长度收缩，对于一起在移动的观测者而言是“表观”的，而对于在静止状态的观测者而言则是“真实”的，并且因此，是可以测量出其结果的。

#### 狭义相对论被接受
到了1911年，大多数的数学家和理论物理学家都最终接受了狭义相对论的成果。例如，普朗克（1909年）将现代的相对性原理，尤其是爱因斯坦的时间相对性原理，和哥白尼的日心说的革命性意义相比较。这一结果使得洛仑兹的动力学方法与爱因斯坦运动学方法的根本性差异得以承认，因此“洛仑兹-爱因斯坦理论”这类说法就不再被使用了。狭义相对论被最终接受的另一个重要原因是，在1910年至1913年间，闵可夫斯基的时空模型得以在这一理论的基础上发展出来。。因此1912年威廉·维恩提议洛仑兹和爱因斯坦共同获取诺贝尔物理学奖，尽管这个奖项从未颁给狭义相对论方面。1915年爱因斯坦形成广义相对论后，他首次使用了“狭义相对论”（special theroy of relativity）来区分它和洛仑兹的理论。

### 相对论理论

#### 引力
关于引力方面的相对性理论的创立，是由庞加莱于1905年开始首次尝试。他尝试通过修改牛顿的引力法则，以假定它符合洛仑兹斜边的形式。他注意到存在多种不同的相对性法则的可能性，并讨论了其中的两个。正是庞加莱指出了皮埃尔-西蒙·拉普拉斯关于引力速度可以快于光速速倍的论点，在相对性原理中是不正确的。也就是说，即便引力速度等于光速，根据相对论性的引力理论，天体的轨道依旧是稳定的。闵可夫斯基（1907年）和索末菲（1910年）也论述了和庞加莱类似的模型。但是亚伯拉罕于1912年则指出，这些模型都属于“矢量引力理论”的一种。作为对比，亚伯拉罕（1912年）和古斯塔夫·米（1913年）提出了与之不同的“标量引力理论”，但他们都没有成功：古斯塔夫·米无法形成一个一致的理论；而亚伯拉罕由于没有使用洛仑兹协变的概念（甚至是局部的情况下），因此他的理论和相对性原理是矛盾的。
此外，所有这些理论都违反了等效原理，而爱因斯坦则认为不可能形成一个既符合洛仑兹协变，又满足等效原理的引力理论。然而贡纳尔·努德斯特伦（1912年，1913年）却成功的创建了一个完全符合这两个条件的模型，为了得到这一模型，无论是引力引起的质量还是惯性产生的质量，都假定与引力势相关。努德斯特伦引力理论引起了大家的注意，因为爱因斯坦和阿德里安·福克与1914年指出该模型中引力完全可以用时空曲率这一术语来描述。尽管努德斯特伦的理论是没有矛盾的，但是从爱因斯坦的观点看来，这里存在一个根本性的问题：它不符合广义协变性这一重要条件，因为该理论仍然可以选出一个特殊参考系。和上述的“标量理论”不同的是，后来爱因斯坦于1911年至1915年发展出来的“张量理论”（也就是广义相对论），就同时符合了等效原理和广义协变性。至此，发展一个完整的引力“狭义相对论”的想法就被放弃了，因为广义相对论指出，光速的恒定性（以及洛仑兹协变性）仅仅在局部是有效的。最后在这些模型之间的取舍是爱因斯坦作出的，因为他发现广义相对论可以准确的预测水星的进动，而其它理论则给出了错误的结果。此外，爱因斯坦的理论也是唯一能够正确预测太阳附近引力所引起的光线偏折的理论。

#### 量子场论
将量子力学与相对论相结合是形成量子场论的动因之一。帕斯库尔·约当和沃尔夫冈·泡利在1928年的时候指出，量子场可以定义成符合相对论的，保罗·狄拉克则创造了狄拉克方程式，在这些成果之下预言了反物质的存在。
除此以外，还有许多的领域正在用相对论的方式从新打造，比如：相对论热力学、相对论统计力学、相对论流体学、相对论量子化学、相对论热传导等。

### 优先权争议
某些人声称庞加莱（以及洛仑兹）才是狭义相对论的发现者，而不是爱因斯坦。人们对於相对论（包括广义相对论）的发现优先权存在的争议，即是何者有较为严肃的研究。

### 批判
部分人出于不同的理由对相对论有所批判，比如说缺乏实验证据、内部矛盾、拒绝数学物理“本身”或者一些哲学上的原因。尽管今天在主流的科学界之外仍然存有争议，但绝大多数的科学家都同意相对论已经通过许多不同的方式得到了验证，并且理论内部并没有自相矛盾的地方存在。

## 引用

### 一手资料
- 马克思·亚伯拉罕, , 《哥廷根科学协会新闻：数学和物理》（德語：Nachrichten von der Gesellschaft der Wissenschaften zu Göttingen, Mathematisch-Physikalische Klasse）, 1902: 20–41

- 马克思·亚伯拉罕, , 《物理学年鉴》（德語：Annalen der Physik）, 1903, 315 (1): 105–179, Bibcode:1902AnP...315..105A, doi:10.1002/andp.19023150105

- 马克思·亚伯拉罕, , 《物理学期刊》（德語：Physikalische Zeitschrift), 1904, 5: 576–579

- 马克思·亚伯拉罕, , 《放射及电子学年鉴》(德語：Jahrbuch für Radioaktivität und Elektronik）, 1914, 11 (4): 470–520. 网址－维基内链冲突 (帮助)

- Alväger, Farley, Kjellmann, Walle, , 《物理评论快报》（英語：Phys. Rev. Letters）, 1964, 12 (3): 260–262, Bibcode:1964PhL....12..260A, doi:10.1016/0031-9163(64)91095-9

- Bartoli, Adolfo,  (PDF), Nuovo Cimento, 1876/1884, 15: 196–202, （原始内容 (PDF)存档于2008-12-17） 网址－维基内链冲突 (帮助)

- Bateman, Harry, , 《伦敦的数学会学报》（英語：Proceedings of the London Mathematical Society）, 1909/10, 8 (1): 223–264, doi:10.1112/plms/s2-8.1.223.

- 埃米尔·博雷尔, , 《科学院会议记录》（法語：Comptes Rendus des Séances de l'Académie des Sciences）, 1913, 156: 215–218  [2012-05-09], （原始内容存档于2018-11-05） 网址－维基内链冲突 (帮助)

- 埃米尔·博雷尔, , 《科学院会议记录》, 1913, 157: 703–705  [2012-05-09], （原始内容存档于2018-11-05） 网址－维基内链冲突 (帮助)

- 马克思·玻恩, , 《物理学年鉴》（德語：Annalen der Physik）, 1909, 335 (11): 1–56, Bibcode:1909AnP...335....1B, doi:10.1002/andp.19093351102

- Brecher, Kenneth, , 《物理评论快报》（英語：Phys. Rev. Letters）, 1977, 39 (17): 1051–1054, Bibcode:1977PhRvL..39.1051B, doi:10.1103/PhysRevLett.39.1051

- Bucherer, A. H., , 《物理学年鉴》（德語：Annalen der Physik）, 1903, 316 (6): 270–283, Bibcode:1903AnP...316..270B, doi:10.1002/andp.19033160604

- Bucherer, A. H., , 《物理杂志》（德語：Physikalische  Zeitschrift）, 1908, 9 (22): 755–762

- 埃米尔·科恩, , Archives néerlandaises des sciences exactes et naturelles, 1901, 5: 516–523

- 埃米尔·科恩, , Sitzungsberichte der Königlich Preussischen Akademie der Wissenschaften, 1904, 1904/2 (40): 1294–1303

- 埃米尔·科恩, , Sitzungsberichte der Königlich Preussischen Akademie der Wissenschaften, 1904, 1904/2 (43): 1404–1416

- Comstock, Daniel Frost, , Science, 1910, 31 (803): 767–772, Bibcode:1910Sci....31..767C, PMID 17758464, doi:10.1126/science.31.803.767

- Cunningham, Ebenezer, , Proceedings of the London Mathematical Society, 1909/10, 8 (1): 77–98, doi:10.1112/plms/s2-8.1.77.

- De Sitter, Willem, , Proceedings of the Royal Netherlands Academy of Arts and Sciences, 1913, 15 (2): 1297–1298

- De Sitter, Willem, , Proceedings of the Royal Netherlands Academy of Arts and Sciences, 1913, 16 (1): 395–396

- Ehrenfest, Paul, , Physikalische Zeitschrift, 1909, 10: 918

- Einstein, Albert, , Annalen der Physik, 1905a, 322 (10): 891–921, Bibcode:1905AnP...322..891E, doi:10.1002/andp.19053221004. See also: English translation （页面存档备份，存于）.

- Einstein, Albert, , Annalen der Physik, 1905b, 323 (13): 639–643, Bibcode:1905AnP...323..639E, doi:10.1002/andp.19053231314. See also the English translation （页面存档备份，存于）.

- Einstein, Albert, , Annalen der Physik, 1906, 325 (8): 627–633, Bibcode:1906AnP...325..627E, doi:10.1002/andp.19063250814

- Einstein, Albert, , Annalen der Physik, 1907, 328 (7): 371–384, Bibcode:1907AnP...328..371E, doi:10.1002/andp.19073280713

- Einstein, Albert, , Jahrbuch der Radioaktivität und Elektronik, 1908a, 4: 411–462, Bibcode:1908JRE.....4..411E

- Einstein, Albert & Laub, Jakob,  (PDF), Annalen der Physik, 1908b, 331 (8): 532–540  [2012-05-09], Bibcode:1908AnP...331..532E, doi:10.1002/andp.19083310806, （原始内容存档 (PDF)于2015-09-24）

- Einstein, Albert, , Physikalische Zeitschrift, 1909, 10 (22): 817–825

- Einstein, Albert,  (PDF), Annalen der Physik, 1912, 38 (10): 1059–1064  [2012-05-09], Bibcode:1912AnP...343.1059E, doi:10.1002/andp.19123431014, （原始内容存档 (PDF)于2015-09-24）

- Einstein A., , Springery, 1916

- Einstein, Albert, , Methuen & Co., 1922

- FitzGerald, George Francis, , Science, 1889, 13 (328): 390, Bibcode:1889Sci....13..390F, PMID 17819387, doi:10.1126/science.ns-13.328.390

- Fizeau, Hippolyte, , Ann. de Chim. et de Phys, 1859, 57: 385–404

- Frank, Philipp & Rothe, Hermann, , Annalen der Physik, 1910, 339 (5): 825–855  [2012-05-09], Bibcode:1911AnP...339..825F, doi:10.1002/andp.19113390502, （原始内容存档于2019-09-24）

- Fresnel, Augustin, , Annales de chimie et de physique, 1816, 2: 239–281, （原始内容存档于2016-03-09）

- Hasenöhrl, Friedrich, , Annalen der Physik, 1904, 320 (12): 344–370, Bibcode:1904AnP...320..344H, doi:10.1002/andp.19043201206

- Hasenöhrl, Friedrich, , Annalen der Physik, 1905, 321 (3): 589–592, Bibcode:1905AnP...321..589H, doi:10.1002/andp.19053210312

- Heaviside, Oliver, ,  2: 490–499, 1888/1894

- Heaviside, Oliver, , Philosophical Magazine, 5, 1889, 27 (167): 324–339

- Herglotz, Gustav, , Annalen der Physik, 1909, 336 (2): 393–415

- Hertz, Heinrich, , Annalen der Physik, 1890a, 276 (8): 577, Bibcode:1890AnP...276..577H, doi:10.1002/andp.18902760803

- Hertz, Heinrich, , Annalen der Physik, 1890b, 277 (11): 369–399, Bibcode:1890AnP...277..369H, doi:10.1002/andp.18902771102

- Ignatowsky, Waldemar von, , Physikalische Zeitschrift, 1910, 11: 172

- Kaufmann, Walter, , Physikalische Zeitschrift, 1902, 4 (1b): 54–56

- Kaufmann, Walter, , Sitzungsberichte der Königlich Preußische Akademie der Wissenschaften, 1905, 45: 949–956

- Kaufmann, Walter, , Annalen der Physik, 1906, 324 (3): 487–553, Bibcode:1906AnP...324..487K, doi:10.1002/andp.19063240303

- Lange, Ludwig, , Philosophische Studien, 1885, 2: 266–297

- Langevin, Paul, , International Congress of Arts and Science, 1904/1908, 7: 121–156

- Langevin, Paul, , Comptes Rendus des Séances de l'Académie des Sciences, 1905, 140: 1171–1173

- Langevin, Paul, , Scientia, 1911, 10: 31–54

- Larmor, Joseph, , Philosophical transactions of the Royal society of London, 1897, 190: 205–300

- Larmor, Joseph, , Cambridge University Press, 1900

- Laub, Jakob, , Annalen der Physik, 1907, 328 (9): 738–744, Bibcode:1907AnP...328..738L, doi:10.1002/andp.19073280910

- Laue, Max von, , Annalen der Physik, 1907, 328 (10): 989–990, Bibcode:1907AnP...328..989L, doi:10.1002/andp.19073281015

- Laue, Max von, , Braunschweig: Vieweg, 1911a

- Laue, Max von, , Physikalische Zeitschrift, 1911b, 12: 85–87

- Laue, Max von, , Münchener Sitzungsberichte, 1911c, 1911: 405–412

- Laue, Max von,  2, Braunschweig: Vieweg, 1913

- Lewis, Gilbert N., , Philosophical Magazine, 1908, 16: 705–717

- Lewis, Gilbert N. & Tolman, Richard C., , Proceedings of the American Academy of Arts and Sciences, 1909, 44: 709–726

- Lewis, Gilbert N. & Wilson, Edwin B., , Proceedings of the American Academy of Arts and Sciences, 1912, 48: 387–507

- Lorentz, Hendrik Antoon, , Archives néerlandaises des sciences exactes et naturelles, 1886, 21: 103–176

- Lorentz, Hendrik Antoon, , Archives néerlandaises des sciences exactes et naturelles, 1892a, 25: 363–552

- Lorentz, Hendrik Antoon, , Zittingsverlag Akad. V. Wet., 1892b, 1: 74–79

- Lorentz, Hendrik Antoon, , Leiden: E.J. Brill, 1895

- Lorentz, Hendrik Antoon, , Proceedings of the Royal Netherlands Academy of Arts and Sciences, 1899, 1: 427–442

- Lorentz, Hendrik Antoon, , Proceedings of the Royal Netherlands Academy of Arts and Sciences, 1900, 2: 559–574

- Lorentz, Hendrik Antoon, , Encyclopädie der mathematischen Wissenschaften, 1904a, 5 (2): 145–288

- Lorentz, Hendrik Antoon, , Proceedings of the Royal Netherlands Academy of Arts and Sciences, 1904b, 6: 809–831

- Lorentz, Hendrik Antoon, , London: MacMillan, 1910/1931

- Lorentz, Hendrik Antoon & Einstein, Albert & Minkowski, Hermann, , Leipzig & Berlin: B.G. Teubner, 1913

- Lorentz, Hendrik Antoon, , Leipzig and Berlin: B.G. Teubner, 1914

- Lorentz, Hendrik Antoon, , Scientia, 1914, 16: 28–59  [2012-05-09], （原始内容存档于2008-12-06）

- Lorentz, Hendrik Antoon, , Leipzig & Berlin: B.G. Teubner, 1916

- Lorentz, Hendrik Antoon, , Acta Mathematica, 1921, 38 (1): 293–308, doi:10.1007/BF02392073;

- Lorentz, Hendrik Antoon; Lorentz, H. A.; Miller, D. C.; Kennedy, R. J.; Hedrick, E. R.; Epstein, P. S., , The Astrophysical Journal, 1928, 68: 345–351, Bibcode:1928ApJ....68..341M, doi:10.1086/143148

- Mach, Ernst,  (PDF), Leipzig: Brockhaus, 1883/1912  [2012-05-09], （原始内容 (PDF)存档于2011-07-13）

- Maxwell, James Clerk, , Philosophical Transactions of the Royal Society of London, 1864, 155: 459–512, Bibcode:1865RSPT..155..459C, doi:10.1098/rstl.1865.0008

- Maxwell, James Clerk, ,  2, London: Macmillan & Co.: 391, 1873

- Michelson, Albert Abraham, , American Journal of Science, 1881, 22: 120–129

- Michelson, Albert Abraham & Morley, Edward Williams, , American Journal of Science, 1886, 31: 377–386

- Michelson, Albert Abraham & Morley, Edward Williams, , American Journal of Science, 1887, 34: 333–345

- Michelson, Albert Abraham & Gale, Henry G., , The Astrophysical Journal, 1925, 61: 140–145, Bibcode:1925ApJ....61..140M, doi:10.1086/142879

- Minkowski, Hermann, , Annalen der Physik, 1907/1915, 352 (15): 927–938, Bibcode:1915AnP...352..927M, doi:10.1002/andp.19153521505

- Minkowski, Hermann, , Nachrichten von der Gesellschaft der Wissenschaften zu Göttingen, Mathematisch-Physikalische Klasse, 1908: 53–111 (English translation in 1920 by Meghnad Saha.

- Minkowski, Hermann, , Physikalische Zeitschrift, 1908/9, 10: 75–88  (English translation in 1920 by Meghnad Saha.)

- Mosengeil, Kurd von, , Annalen der Physik, 1907, 327 (5): 867–904, Bibcode:1907AnP...327..867V, doi:10.1002/andp.19073270504

- Neumann, Carl, , Leipzig: B.G. Teubner, 1870

- Neumann, Günther, , Annalen der Physik, 1914, 350 (20): 529–579  [2012-05-09], Bibcode:1914AnP...350..529N, doi:10.1002/andp.19143502005, （原始内容存档于2016-05-24）

- Nordström, Gunnar, , Annalen der Physik, 1913, 347 (13): 533–554  [2012-05-09], Bibcode:1913AnP...347..533N, doi:10.1002/andp.19133471303, （原始内容存档于2018-11-05）.

- Palagyi, Menyhért, , Leipzig: Wilhelm Engelmann, 1901

- Planck, Max, , Verhandlungen Deutsche Physikalische Gesellschaft, 1906a, 8: 136–141

- Planck, Max, , Physikalische Zeitschrift, 1906b, 7: 753–761

- Planck, Max, , Sitzungsberichte der Königlich-Preussischen Akademie der Wissenschaften, Berlin, Erster, 1907,, Halbband (29): 542–570

- Planck, Max, , Physikalische Zeitschrift, 1908, 9 (23): 828–830

- Planck, Max, , , New York: Columbia University Press, 1909/1915

- Poincaré, Henri,  1, Paris: G. Carré & C. Naud, 1889 Preface partly reprinted in "Science and Hypothesis", Ch. 12.

- Poincaré, Henri, , L'Èclairage électrique, 1895, 5: 5–14  [2022-01-14], （原始内容存档于2016-02-02）. Reprinted in Poincaré, Oeuvres, tome IX, pp. 395–413

- Poincaré, Henri, , , New York: Science Press: 222–234, 1898/1913

- Poincaré, Henri, , Revue générale des sciences pures et appliquées, 1900a, 11: 1163–1175  [2012-05-09], （原始内容存档于2020-12-03）. Reprinted in "Science and Hypothesis", Ch. 9–10.

- Poincaré, Henri, , Archives néerlandaises des sciences exactes et naturelles, 1900b, 5: 252–278. See also the English translation （页面存档备份，存于）.

- Poincaré, Henri, , Bibliothèque du Congrès international de philosophie, 1901a: 457–494. Reprinted in "Science and Hypothesis", Ch. 6–7.

- Poincaré, Henri, , Paris: Gauthier-Villars, 1901b

- Poincaré, Henri, , London and Newcastle-on-Cyne (1905): The Walter Scott publishing Co., 1902

- Poincaré, Henri, ,  1, Boston and New York: Houghton, Mifflin and Company: 604–622, 1904/6

- Poincaré, Henri, , Comptes Rendus, 1905b, 140: 1504–1508. (Wikisource translation)

- Poincaré, Henri, , Rendiconti del Circolo matematico di Palermo, 1906, 21: 129–176 (Wikisource translation)

- Poincaré, Henri, , , New York: Science Press: 486–522, 1908/13

- Poincaré, Henri, , Revue scientifique (Paris), 1909, 47: 170–177

- Poincaré, Henri, , , Leipzig und Berlin: B.G.Teubner: 41–47, 1909/10

- Poincaré, Henri, , Leipzig & Berlin: B.G. Teubner, 1910/1

- Poincaré, Henri, , Revue scientifique, 1912, 17: 225–232 Reprinted in Poincaré 1913, Ch. 6.

- Poincaré, Henri, , New York: Dover Publication (1963), 1913

- Ritz, Walter, , Annales de Chimie et de Physique, 1908, 13: 145–275  [2012-05-09], （原始内容存档于2020-02-15）, see English translation.

- Robb, Alfred A., , Cambridge: W. Heffer, 1911

- Sagnac, Georges, , Comptes Rendus, 1913, 157: 708–710

- Sagnac, Georges, , Comptes Rendus, 1913, 157: 1410–1413

- Searle, George Frederick Charles, , Philosophical Magazine, 5, 1897, 44 (269): 329–341

- Sommerfeld, Arnold, , Annalen der Physik, 1910, 337 (9): 749–776, Bibcode:1910AnP...337..749S, doi:10.1002/andp.19103370904

- Sommerfeld, Arnold, , Annalen der Physik, 1910, 338 (14): 649–689, Bibcode:1910AnP...338..649S, doi:10.1002/andp.19103381402

- Stokes, George Gabriel, , Philosophical Magazine, 1845, 27: 9–15

- Streintz, Heinrich, , Leipzig: B.G. Teubner, 1883

- Thomson, Joseph John, , Philosophical Magazine, 5, 1881, 11 (68): 229–249

- Tolman, Richard Chase, , Philosophical Magazine, 1912, 23: 375–380

- Varičak, Vladimir, , Physikalische Zeitschrift, 1911, 12: 169

- Varičak, Vladimir, , Jahresbericht der Deutschen Mathematiker-Vereinigung, 1912, 21: 103–127

- Voigt, Woldemar, , Nachrichten von der Königl. Gesellschaft der Wissenschaften und der Georg-Augusts-Universität zu Göttingen, 1887, (2): 41–51

- Wien, Wilhelm, , Annalen der Physik, 1900, 310 (7): 501–513, Bibcode:1901AnP...310..501W, doi:10.1002/andp.19013100703

- Wien, Wilhelm, , Annalen der Physik, 1904a, 318 (4): 641–662, Bibcode:1904AnP...318..641W, doi:10.1002/andp.18943180402

- Wien, Wilhelm, , Annalen der Physik, 1904a, 318 (4): 663–668, Bibcode:1904AnP...318..663W, doi:10.1002/andp.18943180403

- Wien, Wilhelm, , Annalen der Physik, 1904b, 319 (8): 635–637, Bibcode:1904AnP...319..635W, doi:10.1002/andp.19043190817

### 笔记与二手资料
| 1. 2. 3. 4. 5. 6. 7. 8. 9. 10. 11. 12. 13. 14. 15. 16. 17. 18. 19. 20. 21. 22. 23. 24. 25. 26. 27. 28. 29. 30. 31. 32. 33. 34. 35. 36. 37. 38. 39. 40. 41. 42. 43. 44. 45. 46. 47. 48. 49. 50. 51. 52. 53. 54. 55. 56. 57. 58. 59. 60. 61. 62. 63. 64. 65. 66. 67. 68. 69. 70. 71. 72. 73. 74. 75. 76. 77. 78. 79. 80. 81. 82. 83. 84. 85. 86. 87. 88. 89. 90. 91. 92. 93. 94. | - Archibald, R.C., , Bull. Amer. Math. Soc., 1914, 20 (8): 409–412 [2012-05-09], doi:10.1090/S0002-9904-1914-02511-X, （原始内容存档于2021-01-27） - 马克斯·玻恩, , Dover Publications, 1964, ISBN 0486607690 - 马克斯·玻恩, , London & New York: Pergamon Press: 189–206, 1956 - Brown, Harvey R., , American Journal of Physics, 2001, 69 (10): 1044–1054 [2012-05-09], Bibcode:2001AmJPh..69.1044B, arXiv:gr-qc/0104032 , doi:10.1119/1.1379733, （原始内容存档于2010-06-30） - Darrigol, Olivier, , Oxford: Clarendon Press, 2000, ISBN 0198505949 - Darrigol, Olivier, , Isis, 2004, 95 (4): 614–626, PMID 16011297, doi:10.1086/430652 - Darrigol, Olivier, (PDF), Séminaire Poincaré, 2005, 1: 1–22 [2012-05-09], （原始内容存档 (PDF)于2018-11-08） - Robert DiSalle, , Edward N. Zalta (编), , Summer 2002 [2012-05-09], （原始内容存档于2016-01-07） - 阿尔伯特·爱因斯坦, , Stachel, John; et al (编), 2, Princeton: Princeton University Press, 1989, ISBN 0-691-08526-9 - 彼得·加里森, , New York: W.W. Norton, 2003, ISBN 0393326047 - Giulini, Domenico, (PDF), Preprint, Max-Planck Institut für Wissenschaftsgeschichte, 2001, 190: 11–12, 25–26 [2012-05-09], （原始内容存档 (PDF)于2020-11-30） - Goenner, Hubert, , 414. Heraeus-Seminar, 2008, Bibcode:2008arXiv0811.4529G, arXiv:0811.4529 . - Hentschel, Klaus, , Basel – Boston – Bonn: Birkhäuser, 1990, ISBN 3764324384 - 杰拉尔德·霍尔顿, , Harvard University Press, 1988, ISBN 0674877470 - Janssen, Michel, , 1995 [2012-05-09], （原始内容存档于2009-02-06） - Janssen, Michel & Mecklenburg, Matthew, , V. F. Hendricks; et al (编), , Dordrecht: Springer: 65–134, 2007 [2012-05-09], （原始内容存档于2010-06-30） - Janssen, Michel & Stachel, John, (PDF), 2008 [2012-05-09], （原始内容存档 (PDF)于2015-09-29） - Katzir, Shaul, , Phys. Perspect., 2005, 7 (3): 268–292, Bibcode:2005PhP.....7..268K, doi:10.1007/s00016-004-0234-y - Keswani, G. H., Kilmister, C. W., , Brit. J. Phil. Sci., 1983, 34 (4): 343–354, doi:10.1093/bjps/34.4.343, （原始内容存档于2009-03-26） - 菲利克斯·克莱因, , Gesammelte mathematische Abhandlungen, 1910/21, 1: 533–552 - 路德维希·朗格, , Leipzig: Wilhelm Engelmann, 1886 - 马克斯·冯·劳厄, , Braunschweig: Friedr. Vieweg & Sohn, 1921. = 4. Edition of Laue (1911). - Macrossan, M. N., , Brit. J. Phil. Sci., 1986, 37: 232–234 [2012-05-09], （原始内容存档于2013-10-29） - Alberto A. Mart́ínez, , Johns Hopkins University Press, 2009, ISBN 0801891353 - Miller, Arthur I., , Reading: Addison–Wesley, 1981, ISBN 0-201-04679-2 - Norton, John D., , Archive for History of Exact Sciences, 2004, 59 (1): 45–105 [2012-05-09], Bibcode:2004AHES...59...45N, doi:10.1007/s00407-004-0085-6, （原始内容存档于2009-01-11） - Norton, John D., (PDF), Renn, Jürgen (编), , Printed in the Netherlands: Kluwer, 2005 [2012-05-09], （原始内容存档 (PDF)于2021-03-03） - 亞伯拉罕·派斯, , New York: Oxford University Press, 1982, ISBN 0-19-520438-7 - 沃尔夫冈·泡利, , Encyclopädie der mathematischen Wissenschaften, 1921, 5 (2): 539–776 - 迈克尔·波兰尼, , Chicago: University Press, 1974, ISBN 0226672883 - Rindler, Wolfgang, , Oxford University Press, 2001, ISBN 0-19-850836-0 - Rynasiewicz, Robert; Renn, Jürgen., , Studies in History and Philosophy of Modern Physics, 2006, 31 (1): 5–35 [2012-05-09], （原始内容存档于2010-06-29） - Schaffner, Kenneth F., , Oxford: Pergamon Press: 99–117 und 255–273, 1972, ISBN 0-08-015674-6 - 约翰·施塔赫尔, , Astronomische Nachrichten, 1982, 303 (1): 47–53, Bibcode:1982AN....303...47S, doi:10.1002/asna.2103030110 - 约翰·施塔赫尔, , Boston: Birkhäuser, 2002, ISBN 0-8176-4143-2 - Staley, Richard, , Chicago: University of Chicago Press, 2009, ISBN 0226770575 - Walter, Scott, , H. Goenner, J. Renn, J. Ritter, and T. Sauer (编), 7, Birkhäuser: 45–86, 1999a [2012-05-09], （原始内容存档于2012-03-05） - Walter, Scott, , J. Gray (编), , Oxford University Press: 91–127, 1999b [2012-05-09], （原始内容存档于2012-03-05） - Walter, Scott, , Renn, J. (编), 3, Berlin: Wiley-VCH: 162–165, 2005 [2012-05-09], （原始内容存档于2012-02-22） - Walter, Scott, (PDF), Renn, J. (编), 3, Berlin: Springer: 193–252, 2007 [2012-05-09], （原始内容存档 (PDF)于2012-03-05） - Warwick, Andrew, , Chicago: University of Chicago Press, 2003, ISBN 0226873757 - Whittaker, Edmund Taylor, 1., Dublin: Longman, Green and Co., 1910 - Whittaker, Edmund Taylor, 2., London: Nelson, 1951 - Whittaker, Edmund Taylor, , , London: Nelson: 27–77, 1953 - Zahar, Elie, , Chicago: Open Court Publishing Company, 1989, ISBN 0812690672 Non mainstream - Bjerknes, Christopher Jon, , Episteme, 2002, 6, （原始内容存档于2008-12-04） - Logunov, A.A., , Moscow: Nauka, 2004, Bibcode:2004physics...8077L, ISBN 5-02-033964-4, arXiv:physics/0408077 |